# Zubří (Vysočina)
Zubří (in tedesco Zubrzy) è un comune ceco situato nel distretto di Žďár nad Sázavou, nella regione di Vysočina.